# Angelika Amon
Angelika Amon   (Viena, 10 de gener de 1967 - 29 d'octubre de 2020) fou una biòloga cel·lular i molecular de descendència austríaca estatunidenca, i professora al centre d'recerca del Càncer Kathleen and Curtis Marble en l'Institut Tecnològic de Massachusetts (MIT) a Cambridge, Massachusetts, Estats Units. La investigació d'Amon s'enfoca en com els cromosomes estan regulats, duplicats, i amb les particions creades en el cicle cel·lular. Va rebre un Premi Breakthrough el 2019 en Ciències de la vida pel seu treball sobre com l'aneuploïdia (tenir un nombre anormal de cromosomas) afecta les cèl·lulas normals i canceroses.

## Antecedents
Amon va tenir un interès prematur en la biologia animal i de les plantes des de petita, mantenint una llibreta plena de retalls de diaris, i va estar motivada a estudiar biologia després d'aprendre sobre genètica Mendeliana en l'escola secundària. Va rebre el seu grau acadèmic de la Universitat de Viena i va continuar el seu treball doctoral sota la direcció del professor Kim Nasmyth en l'Institut d'Investigació de Patologia Molecular, rebent el seu títol de doctorat el 1993. Va completar una beca postdoctoral de dos anys a l'Institut de Whitehead a Cambridge, Massachusetts i va ser posteriorment nomenada membre de Whitehead per tres anys. Es va unir al Centre de MIT per la investigació del càncer i el Departament de biologia de MIT el 1999 i va ser promoguda a professora de temps complet el 2007.
Amon va guanyar un Premi presidencial de carrera prematura per a científics i enginyers el 1998, va ser nomenada com una investigadora associada a l'Institut Mèdic Howard Hughes el 2000, i fou qui va rebre l'any 2003 el premi de la Fundació de Ciència Nacional Alan T. Waterman. Amon també va compartir l'any 2007, el premi Paul Marks per investigació en càncer i va guanyar al 2008 el Premi de Biologia molecular de l'Acadèmia Nacional de Ciències dels Estats Units. Va ser escollida per l'Acadèmia Americana de les Arts i les Ciències el 2017. Fou membre del consell editorial per a Current Biology.

## Investigació
Amon ha investigat com les cèl·lules controlen i organitzen la segregació dels cromosomes durant la divisió cel·lular. Més específicament, la seva investigació examina la regulació de la sortida de la mitosi, la regulació del cicle cel·lular meiòtic, i els efectes de l'aneuploïdia en la fisiologia normal i la tumorigènesi.
Com a estudiant sota la direcció de Nasmyth, Amon va demostrar que la proteïna quinasa CDC28 no és requerida per a la transició de metafase a anafase que la proteòlisi de CLB2 continua fins a reactivació de CDC28 cap a la fi de G1.
El laboratori d'Amon principalment investiga llevat (Saccharomyces cerevisiae) com a model per a la comprensió dels controls que governa la progressió del cicle cel·lular. Com a membre de Whitehead, el seu equip va descobrir que el CDC20 juga un rol crucial en la divisió cel·lular. El seu equip a Whitehead va identificar una interacció entre fosfatasa i el CDC14 el qual inicia la sortida de cèl·lules de la mitosi a la fase G1. L'equip va demostrar que el CDC20 és la proteïna d'objectiu al punt de control durant la mitosi.
En treballs més recents d'Amon s'ha investigat el control de segregació de cromosoma i com els cromosomes són transmesos amb exactitud a gàmetes en la meiosi examinant les xarxes reguladores de gens. Va identificar dues xarxes reguladores (FEAR i MEN) que promouen l'alliberació de CDC14 la qual té el potencial d'identificar els mecanismes que controlen les etapes finals del cicle cel·lular mitòtic.
El seu grup d'investigació recentment va crear cèl·lules de llevat haploides que contenen còpies extres de cromosomes i va descobrir que aquests ceps aneuploides obtenen fenotips independents de la identitat del cromosoma addicional com a defectes en progressió del cicle de la cèl·lula, increment de les demandes d'energia, i interferència amb la biosíntesi de proteïnes. Amon També ha examinat trisomia en el ratolí com a model de fisiologia i creixement cel·lular en mamífers i va demostrar que els aneuploides de mamífers van resultar amb una resposta de tensió anàloga a llevat aneuploide. La investigació aneuploide d'Amon té aplicacions potencials a la investigació del càncer.